# Vermont
Vermont (também chamado Vermonte em português europeu) é um dos 50 estados dos Estados Unidos, localizado na região da Nova Inglaterra. Vermont é o segundo estado menos populoso dos Estados Unidos (apenas o Wyoming possui uma população menor). Vermont é também o estado mais rural do país. A capital é Montpelier e a maior cidade é Burlington.
Vermont era anteriormente habitado por nativos iroqueses, algonquinos e abenakis. Com o início da colonização europeia das Américas, Vermont passou por um tempo sob controle francês (antiga Acádia), para passar depois para controle britânico, sob os termos do Tratado de Paris, passando a fazer parte de Nova Hampshire. Entre 1777 e 1791, Vermont foi uma república independente, com o nome de República de Vermont. Aderiu à União como o 14º estado norte-americano em 4 de março de 1791.
Seu nome origina-se da expressão francesa verts monts, que significa em português "montes verdes". A região recebeu este nome por causa das Montanhas Verdes e suas florestas, que cobrem grande parte de sua área total.

## Toponomia
O explorador francês Samuel de Champlain é às vezes creditado por cunhar o nome Vermont, mas ele não aparece de fato até 1777, quando, por sugestão de Thomas Young, foi adotado como o nome da República de Vermont (substituindo New Connecticut, o nome que a república teve durante os primeiros seis meses de sua existência). Representa uma tradução francesa de Green Mountain(s). Este último aparece pela primeira vez em 1772 no contexto dos Green Mountain Boys.

## Geografia

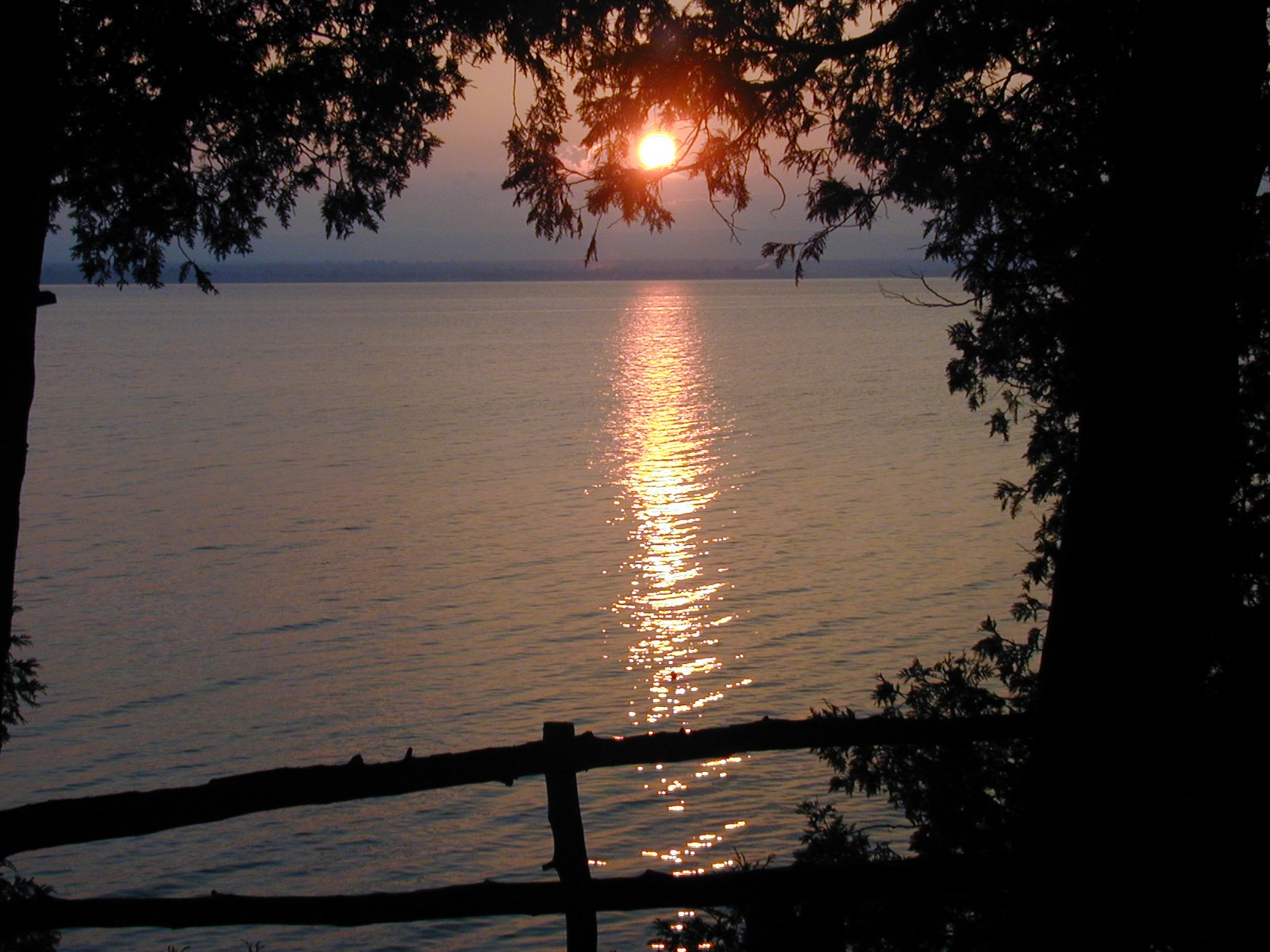
Lago Champlain

Vermont limita-se ao norte com a província canadense de Quebeque, a leste com Nova Hampshire, ao sul com Massachusetts e a oeste com Nova Iorque. Com quase 25 000 km2, é o sexto menor estado americano em área do país. O lago Champlain é o maior lago do estado, sendo o sexto maior lago dos Estados Unidos em extensão territorial. A percentagem de área coberta por florestas de Vermont, 77%, é a maior dentre os estados norte-americanos. Predomina na paisagem as pequenas cidades e vilas situadas nos vales das Montanhas Verdes pertencentes á cordilheira Apalaches.

### Clima
Vermont possui um clima temperado, mas de invernos por vezes frios. A menor temperatura já registrada foi de -46°C, registrada em Bloomfield, em 30 de dezembro de 1930, e a mais alta foi de 41 °C, registrada em Vernon, em 4 de julho de 1911.

## Economia
A economia de Vermont está baseada primariamente no turismo, pesca e agricultura.

## Demografia
O censo nacional de 2000 estimou a população de Vermont em 608 827 habitantes, um crescimento de 8,1% em relação à população do estado em 1990, de 562 758 habitantes. Uma estimativa realizada em 2005 estima a população em 623 050 habitantes, um crescimento de 10,7% em relação à população em 1990; de 2,3% em relação a 2000; e de 0,3% em relação à população estimada em 2004.
O crescimento populacional natural de Vermont entre 2000 e 2005 foi de 7 148 habitantes — 33 606 nascimentos e 26 458 óbitos — o crescimento populacional causado pela imigração foi de 4 359 habitantes, enquanto que a migração interestadual resultou em um ganho de 41 718 habitantes. Entre 2000 e 2005, a população cresceu em 3 530 habitantes.

### Raças e etnias
Composição racial da população de Vermont de acordo com o U.S. Census Bureau 2010:
- 94,3% — brancos não-hispânicos
- 1,3% — asiáticos
- 1,5% — hispânicos
- 1,0% — afro-americanos
- 0,4% — povos ameríndios
- 1,7% — duas ou mais raças

Os cinco maiores grupos étnicos de Vermont são ingleses (que compõem 18,4% da população do estado), irlandeses (16,4%) franceses (14,5%), alemães (9,1%) e franco-canadenses (8,8%).

### Religião

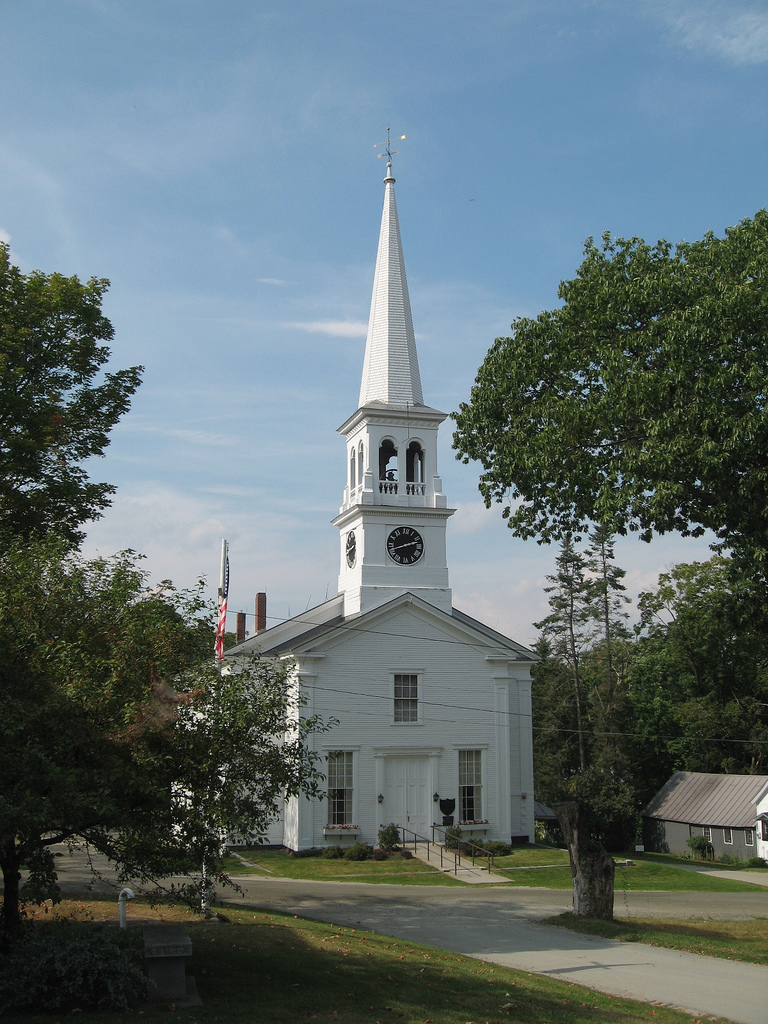
Peacham Church, em Vermont

Percentagem da população de Vermont por religião:
- Cristianismo — 74%
  - Igreja Católica Romana — 39%
  - Protestantes — 34%
    - Igreja Congregacionalista/Igreja Unida de Cristo — 7%
    - Igreja Metodista — 4%
    - Igreja Batista — 3%
    - Outras afiliações protestantes — 17%

  - Outras afiliações cristãs — 1%
- Judeus — 1%
- Outras religiões — 1%
- Não-religiosos — 24%

Tal como os diversos de seus estados vizinhos, a maior afiliação religiosa no Vermont no período colonial foi o Congrengacionalismo. Em 1776, 63% dos habitantes do estado que possuíam afiliação religiosa eram congregacionalistas. À época, porém, a maioria dos habitantes de Vermont não eram membros de uma Igreja, porque a região ainda estava pouco desenvolvida. Apenas 9% da população de Vermont, à época, fazia parte de uma Igreja. A Igreja Congregacionalista, também chamada de Igreja Unida de Cristo, é ainda, nos dias atuais, a maior denominação protestante do Vermont, sendo que o estado possui a maior percentagem de habitantes que pertencem a esta afiliação religiosa.
Atualmente, aproximadamente três quartos da população de Vermont se identificam como cristãos. O maior corpo religioso do estado é a Igreja Católica Romana. Esta estimou, em 1990, que aproximadamente 25% da população de Vermont eram membros da Igreja Católica.
Mais de um terço dos habitantes de Vermont são protestantes. Depois da Igreja Congrecionalista, a maior denominação protestante do estado é a Igreja Metodista, seguida pela Igreja Episcopal e pela Igreja Batista.
Apesar de Joseph Smith e Brigham Young — os dois primeiros líderes da Igreja de Jesus Cristo dos Santos dos Últimos Dias — terem nascido em Vermont, os mórmons nunca formaram uma grande percentagem da população.
Judeus formam aproximadamente 1% da população do estado. Burlington possui aproximadamente cinco mil judeus, enquanto que Montpelier e Rutland possuem cada uma cerca de 500 judeus. Outras religiões, tais como o islamismo, o hinduísmo e o budismo, possuem muito poucos adeptos no estado.

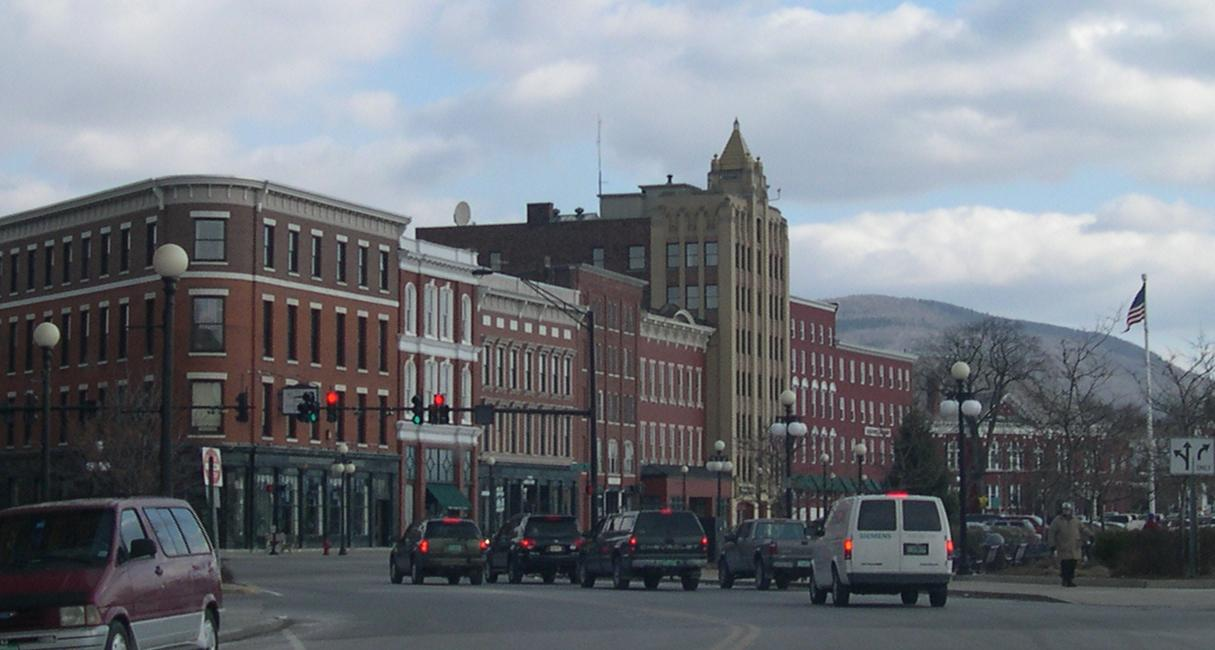
Centro histórico de Rutland

### Principais cidades
| - Barre - Bennington - Brattleboro - Burlington - Colchester - Essex | - Hartford - Manchester - Middlebury - Montpelier - Norwich - Rutland (Vermont) | - St. Albans - St. Johnsbury - South Burlington - Springfield - Stowe - Windsor |

## Cultura

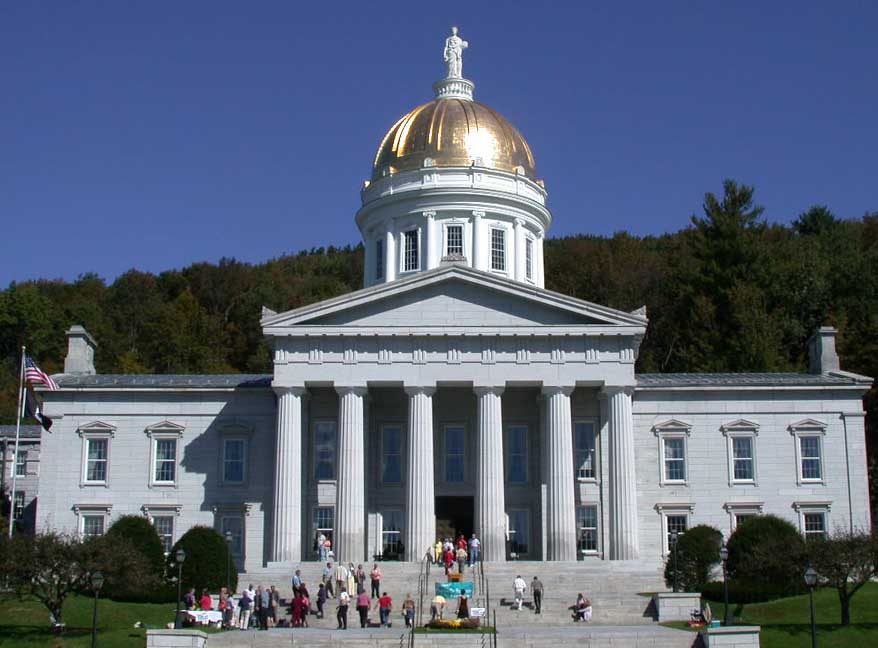
Capitólio do Estado de Vermont em Montpellier.

### Símbolos do estado
- Anfíbio: Rã Rana pipiens
- Árvore: Acer saccharum
- Bebida: Leite
- Cognome: Green Mountain State
- Flor: Trifolium pratense
- Fruta: Maçã
- Fóssil: Delphinapterus leucas
- Inseto: Danaus plexippus (Borboleta-monarca)
- Lema: Freedom and unity (Liberdade e união)
- Mamífero: Cavalo
- Mineral: Talco
- Música: These green mountains (Estas montanhas verdes)
- Pássaro: Catharus guttatus
- Peixes: Salvelinus fontinalis (águas frias); Sander vitreus (águas quentes)
- Rocha: Granito
- Lema: Vermont, naturally (Vermont, naturalmente)